# Mykinesfjørður
Het Mykinesfjørður is een zeestraat die de Faeröerse eilanden Mykines en Vágar van elkaar scheidt. Het is de meest westelijke zeestraat van de archipel. Aan de zeestraat ligt het dorpje Gásadalur.